# Музей історії та залізничної техніки Південної залізниці

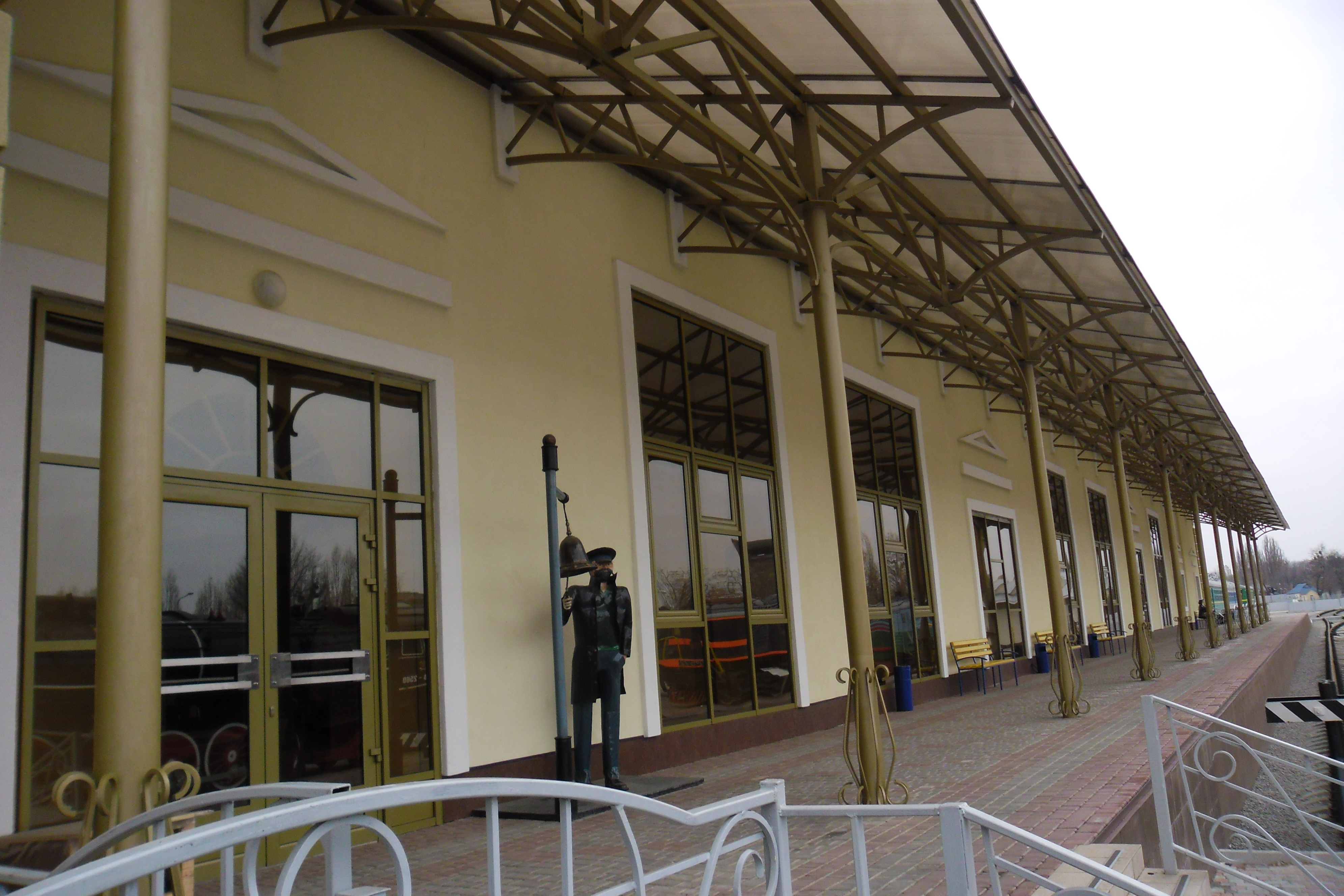

Музей історії та залізничної техніки Південної залізниці — музей у м. Харкові, розташований на території вокзального комплексу Харків-Пасажирський, підрозділ Південної залізниці.
Музей засновано у 1967 році, він переживав кілька реконструкцій. У липні 2014 року відкрився в новому приміщенні разом з залізничною технікою просто неба.
Фонди музею нараховують понад 2 тисячі експонатів, 500 з яких представлено в експозиції, а також 36 одиниць залізничної техніки. Загальна площа музею просто неба понад 1000 м2.

## Історія
Музей історії Південної залізниці було відкрито у 1967 році у будинку культури «Залізничників» (нині — Центральний будинок науки і техніки). Наступного року рішенням Міністерства культури УРСР йому було присвоєне звання «народного музею».
У червні 2009 році до 140-річчя Південної залізниці музей відкрився після капітального ремонту та зміни структури експозиції.
У липні 2014 року було відкрито оновлений Музей історії та залізничної техніки Південної залізниці. Музей розмістився у будівлі реконструйованого товарного складу, що було побудоване у 1950-х роках для потреб колишньої станції Харків-Товарний, поблизу Північного терміналу станції Харків-Пасажирський. Під час вкладання покрівлі при будівництві складу використовували старі рейки, що були вироблені на різних заводах України, Польщі та Німеччини, починаючи з 1901 року. А створення музею залізничної техніки просто неба почалось з 2013 року
Першими відвідувачами оновленого музею стали ветерани Південної залізниці та вихованці Малої Південної залізниці.

## Музейна експозиція

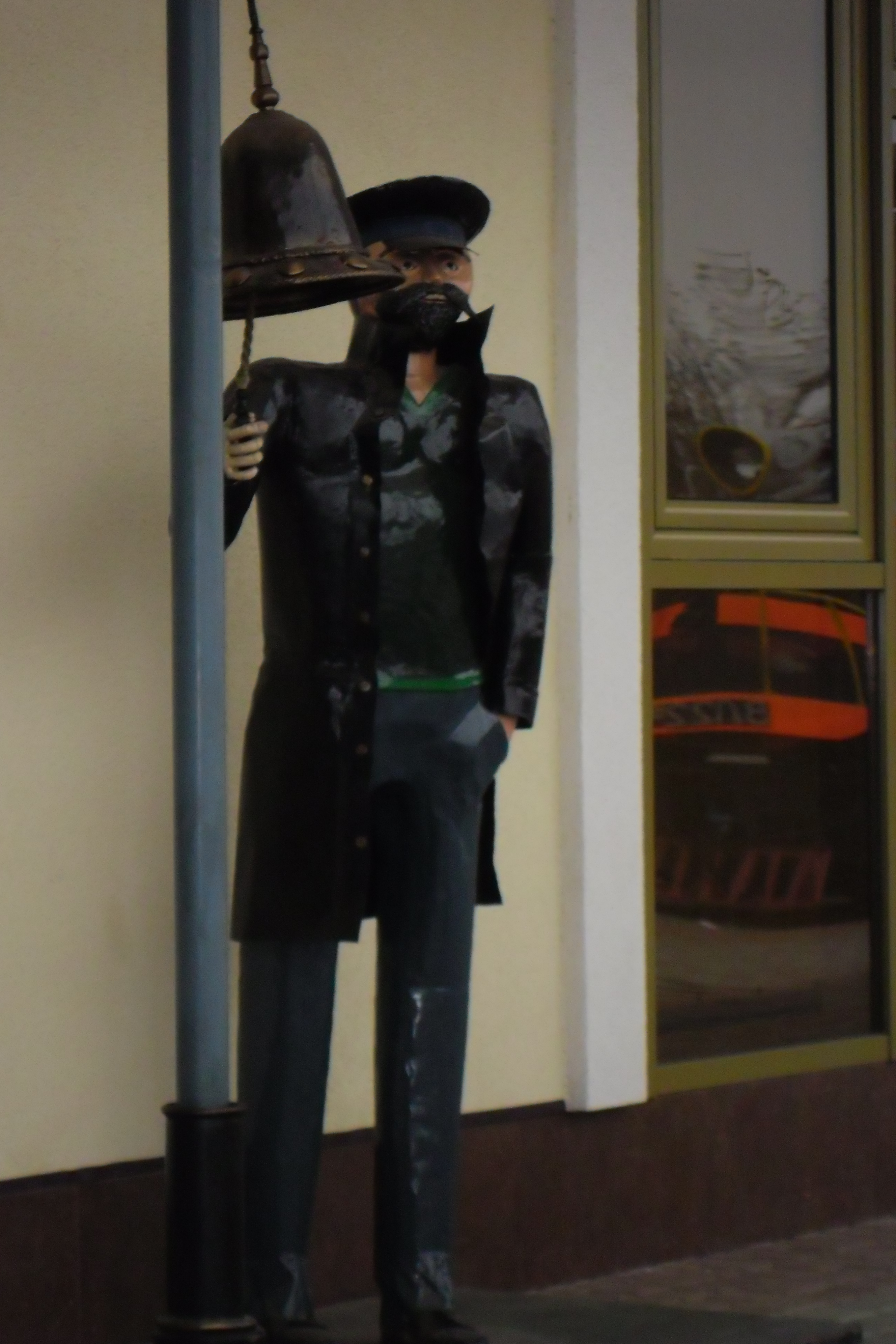

Експозиція складається з будівлі музею, де містяться експозиційні зали, та залізничної техніки, розміщеної просто неба на території музею.
Експозиція музею складається з 3-х зал, які висвітлюють різні етапи розвитку Південної залізниці:
- зелена зала — історія будівництва та розвитку Курсько-Харківсько-Азовської залізниці в Російській імперії;
- червона зала — радянський період історії Південної залізниці;
- синя зала — розвиток Південної залізниці у часи незалежної України.

У фондах музею зібрані давні та рідкісні експонати, унікальні документи та фотографії, зокрема, ручна тачка та інструменти, за допомогою яких будувалась залізниця з Курська через Харків до Ростова-на-Дону, настінний телефон «Ericsson» у дерев'язному корпусі кінця 19 століття, облігації залізничних товариств, квитки та посвідчення залізничників часів Російської імперії, а також макети рухового складу. В музеї також відтворений кабінет начальника Південної залізниці ще до Лютневої революції та Жовтневого перевороту 1917 року з меблів, які збереглися в Управлінні Південної залізниці до наших днів. Крім того, в музеї в експозиції виставлені годинник машиніста, електромеханічні прилади контролю руху поїздів, діорама, що присвячена часам німецько-радянської війни 1941–1945 років.
Макети поїздів були створені харківським моделістом Борисом Федоровим, зокрема, чотириметровий макет залізниці з інфраструктурою європейського міста, який був переданий до музею після смерті творця. Крім того, в експозиції представлені рельєфна схема Південної залізниці, макет трирівневого залізничного мосту поблизу зупинного пункту Новоселівка у Харкові, а також рейки різних років, що до цього служили балками для даху будівлі товарного складу. А макет маршруту «Столичного експресу» між Києвом та Харковом містить копії вокзалів Харкова, Полтави, Миргорода та Києва, рухомим складом, що рухається під музику та оголошення диктора, а також функціонуючими автоматичним блокуванням, стрілочними переводами та шлагбаумами на переїздах.
А макет паровозу СО, який випускався заводом імені В. О. Малишева, допоміг у виборі правильної кольорової гамми при реконструкції паровозу цієї серії, що у 1990-х роках вирішили встановити території заводу.

## Залізнична техніка

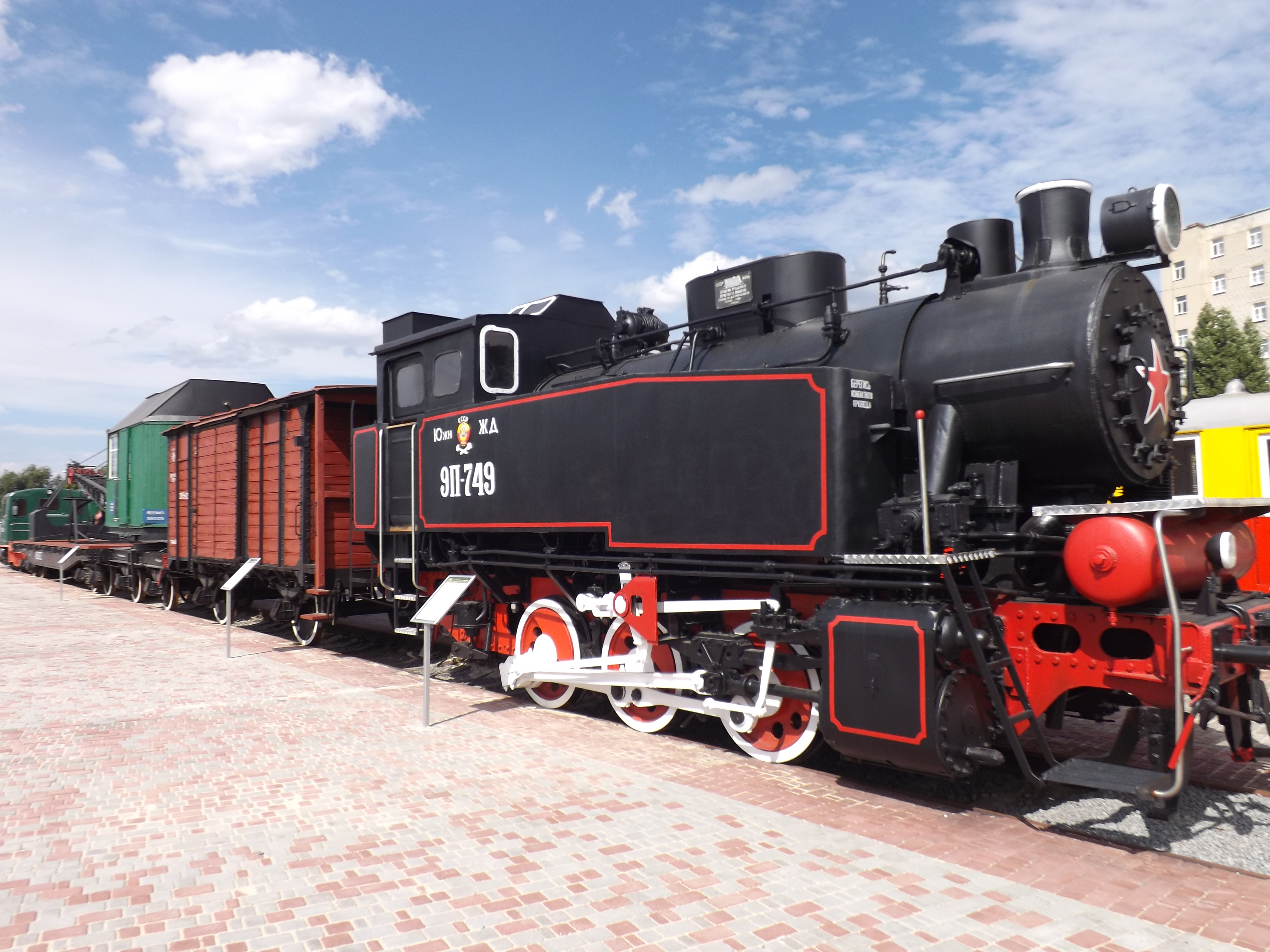
Паровоз 9П-749

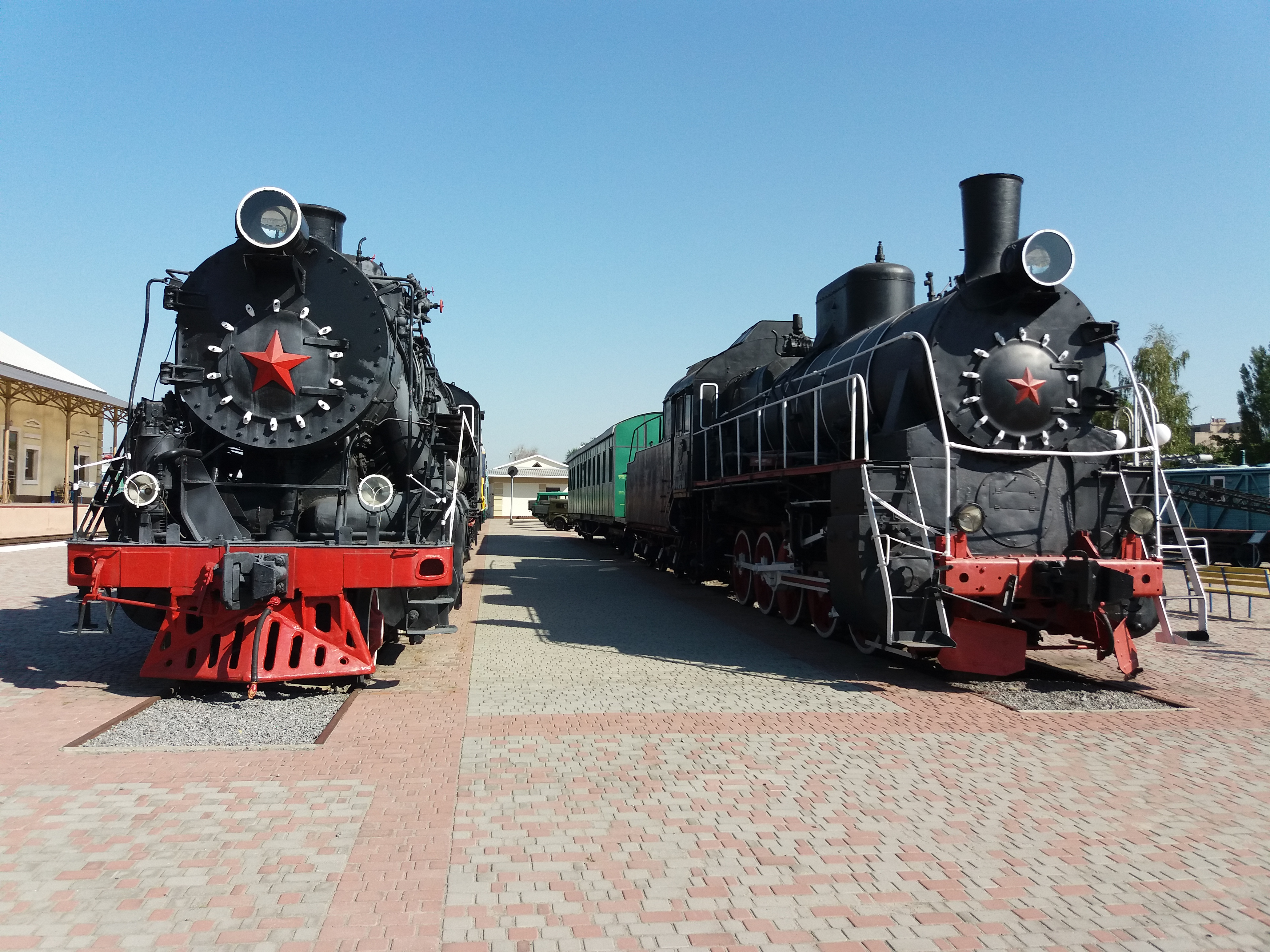
Паровози ФД20-2560 та Ер774-40

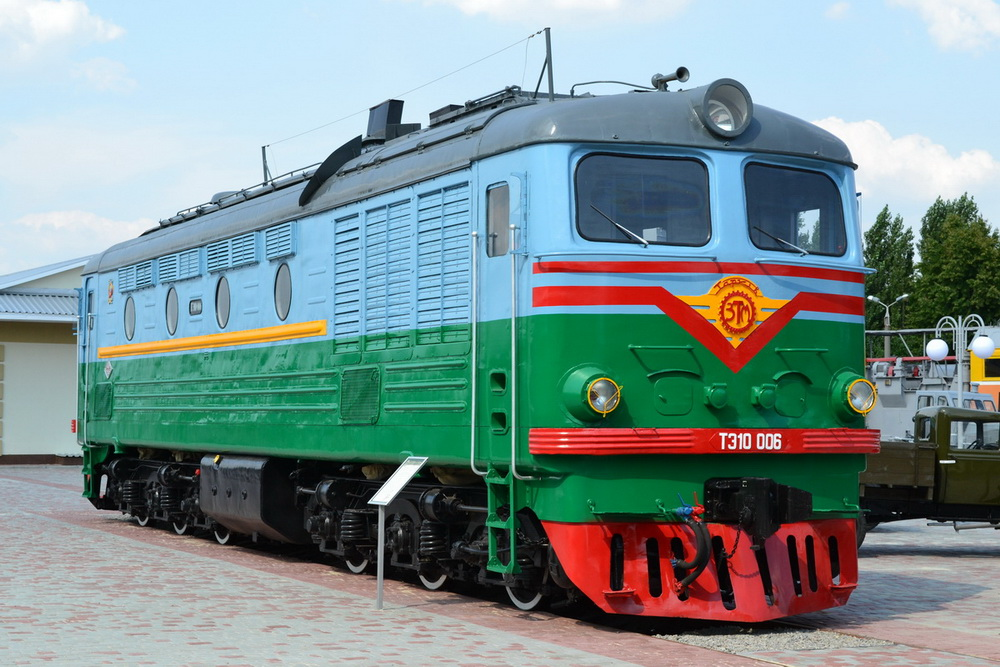
Електровоз ТЕ10-006

На території музею представлено 36 експонатів залізничної техніки, пошуки та реконструкція якої по Південній залізниці проводилась цілий рік. В планах музею розширення експозиції
Залізнична техніка у музеї:
- Паровози:
  - 9П-749  — раніше розміщувався на території Локомотивного депо Основа (Основа, Харків). Проведено відновлювальні роботи, та перефарбовано;
  - ФД20-2560 — випущений у Луганську у 1939 році, перевезений зі станції Гребінка, де він стояв на постаменті;
  - Ер774-40;

- Тепловози:
  - ТЕ10-006;
  - ТЕП60-1078;
  - ТГК2-7933 - серійний радянський маневровий і промисловий тепловоз;
  - 2М62-1155.

- Електровози:
  - ВЛ22м-572;
  - ЧС2-357;
  - ЕР2-336

- Моторвагонний рухомий склад:
  - Ср3-1524;
  - АС1А-3311 - автомотриса;
  - ДР1А-129;
  - ЕР2-33609.

- Вагони:
  - НТВ — нормальний товарний вагон, 1922 року випуску.

- Підйомні крани:
  - МК6-885;
  - ЕДК25-104.

- Спеціалізована техніка:
  - ЩОМ-4 (№27) – щебенеочисна машина;

- Автомобілі:
  - АСЧ-03 «Чернігів»;
  - ГАЗ-69;
  - NYSA-522;
  - АТ-Т - важкий артилерійський гусеничний тягач.

## Філії
- архівне приміщення у Центральному будинку науки і техніки ПЗ, Харків
- музей-вагон на станції «Харків-Сортувальний»[5], Харків